# Dendropicos xantholophus
Dendropicos xantholophus là một loài chim trong họ Picidae.